# 渚のドルフィン
「渚のドルフィン」（なぎさのドルフィン）は1984年7月21日に日本コロムビアから発売された冨田靖子の2枚目のシングル。

## 解説
1984年8月公開の映画『ときめき海岸物語』主題歌。なお、富田（当時は冨田）の楽曲が映画の主題歌として使用されたのは、この曲が初めてである。
なお、両曲とも同日に発売された富田の1stアルバム、『みつめてください。』からのシングルカットである。

## 収録曲
- 全作詞：松本隆、作曲：筒美京平、編曲：瀬尾一三

1. 渚のドルフィン
映画『ときめき海岸物語』主題歌
2. 林檎雨
瀧本「スクールタイガー学生服」CMソング

## 備考
渚のドルフィン
- 富田のビデオ作品、「富田靖子のふぁんたじっくわあるど ―とっても昔、大昔、昔と今とずっと先。」（1985年5月21日発売）にも収録された（同作品の2曲目）。

林檎雨
- 富田は紺の長袖セーラー服を着て、瀧本「スクールタイガー学生服」のCMに出演した。なお、このCMには「『頑張ろうね』と言ってノートを渡す」・「海岸を走る」などのシーンがある。